# Microrregión de Vitória
La microrregión de Vitória es una de las  microrregiones del estado brasileño del  Espírito Santo perteneciente a la mesorregión  Central Espírito-Santense. Su población fue estimada en 2006 por el IBGE en 1.538.424 habitantes y está dividida en cinco municipios. Posee un área total de 1.447,038 km².

## Municipios
- Cariacica
- Serra
- Viana
- Vila Velha
- Vitória

- Datos: Q2597128